# Gröblitz
Gröblitz ist ein Ortsteil der Gemeinde Seelitz im sächsischen Landkreis Mittelsachsen. Er wurde am 1. Juli 1950 eingemeindet. In Gröblitz befindet sich das Verwaltungsgebäude der Gemeinde Seelitz.

## Geografie

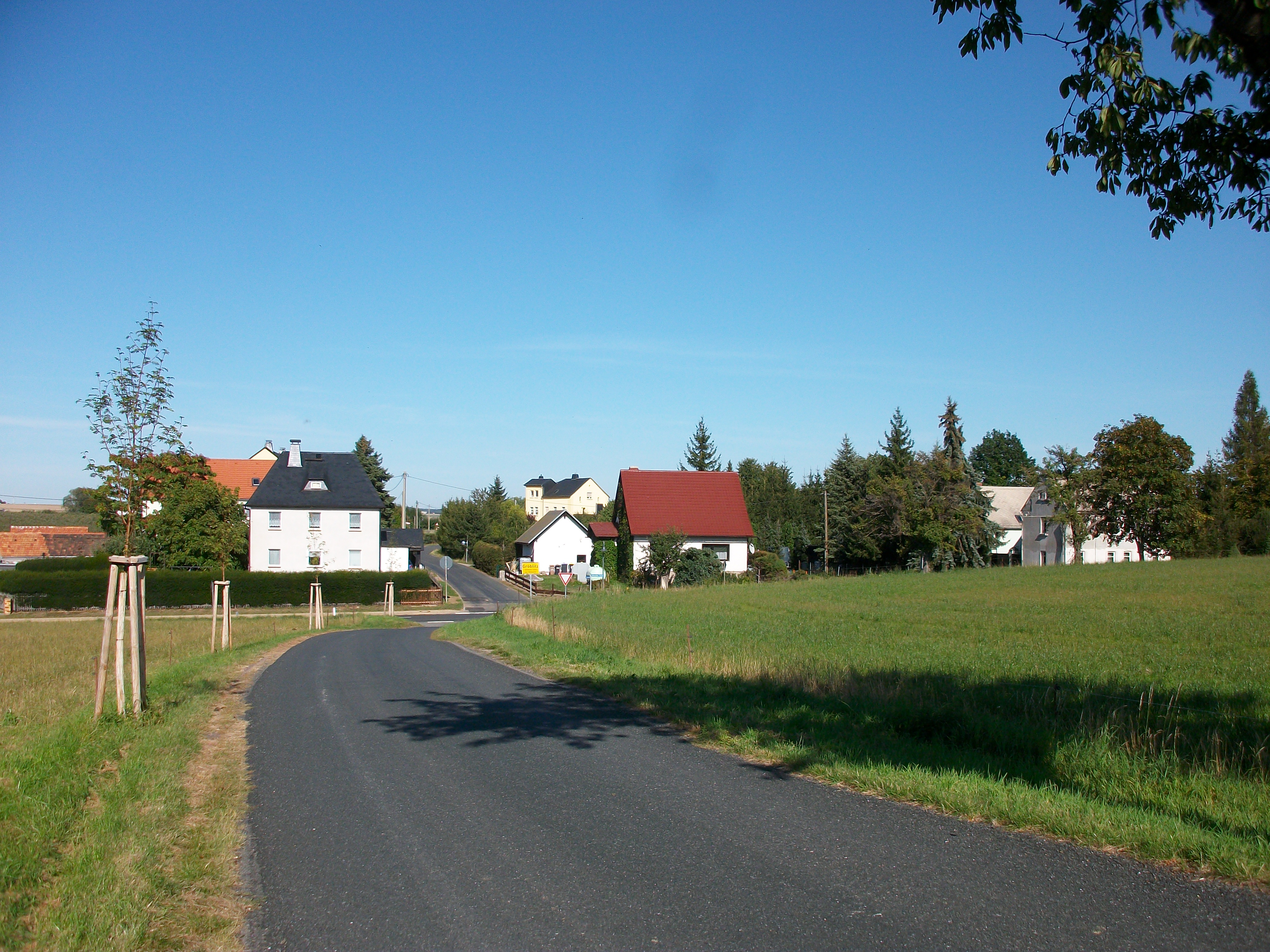
Blick nach Gröblitz

### Geografische Lage
Gröblitz liegt im Zentrum der Großgemeinde Seelitz nordöstlich des Hauptorts Seelitz. Östlich des Orts befindet sich ein Zufluss des Aubachs, der in die Zwickauer Mulde entwässert. Die Staatsstraße 250 führt südwestlich am Ort vorbei.

### Nachbarorte
|         | Döhlen                                      | Sachsendorf |
| Seelitz | Kompassrose, die auf Nachbargemeinden zeigt | Zschauitz   |
| Seelitz | Pürsten                                     |             |

## Geschichte

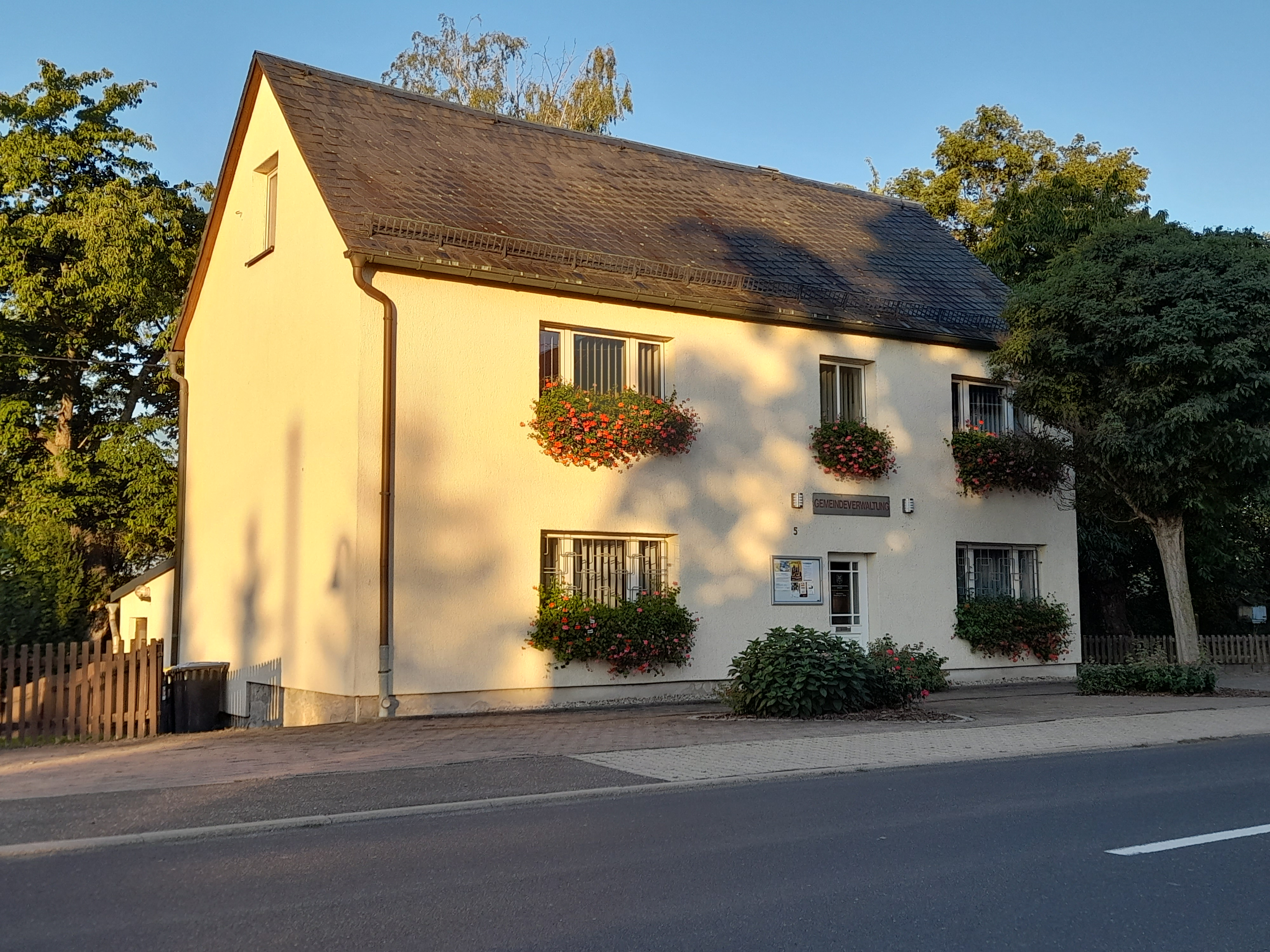
Gemeindeverwaltung Seelitz in Gröblitz

Das Platzdorf Gröblitz wurde im Jahr 1350 als „Grobelicz“ erwähnt. Bezüglich der Grundherrschaft gehörte der Ort um 1548 anteilig dem Rat zu Rochlitz, der Pfarre zu Rochlitz, der Pfarre zu Seelitz, dem Rittergut Döhlen-Neutaubenheim und als Amtsdorf zum Amt Rochlitz. Um 1764 sind nur noch das Rittergut Döhlen-Neutaubenheim und das Amt Rochlitz als Grundherren belegt. Kirchlich gehört Gröblitz seit jeher zu Seelitz. Gröblitz gehörte bis 1856 zum kursächsischen bzw. königlich-sächsischen Amt Rochlitz. Bei den im 19. Jahrhundert im Königreich Sachsen durchgeführten Verwaltungsreformen wurden die Ämter aufgelöst. Dadurch kam Gröblitz im Jahr 1856 unter die Verwaltung des Gerichtsamts Rochlitz und 1875 an die neu gegründete Amtshauptmannschaft Rochlitz.
Gröblitz wurde am 1. Juli 1950 nach Seelitz eingemeindet. Durch die zweite Kreisreform in der DDR im Jahr 1952 wurde Gröblitz als Ortsteil der Gemeinde Seelitz dem Kreis Rochlitz im Bezirk Chemnitz (1953 in Bezirk Karl-Marx-Stadt umbenannt) angegliedert, der ab 1990 als sächsischer Landkreis Rochlitz fortgeführt wurde und 1994 im neu gebildeten Landkreis Mittweida bzw. 2008 im Landkreis Mittelsachsen aufging.

## Kulturdenkmale und Sehenswürdigkeiten
Für die Kulturdenkmale des Ortes siehe die Liste der Kulturdenkmale in Gröblitz.